# Hillerslev (Thisted Kommune)
 For alternative betydninger, se Hillerslev. (Se også artikler, som begynder med Hillerslev)
Hillerslev er en by i Thy med 368 indbyggere  (2024), beliggende 16 km sydøst for Hanstholm, 37 km vest for Fjerritslev og 7 km nord for Thisted. Byen hører til Thisted Kommune og ligger i Region Nordjylland.
Hillerslev hører til Hillerslev Sogn. Hillerslev Kirke ligger i byen. Kirken har en skakbrætsten på sydsiden af koret.

## Faciliteter
- Hillerslev Skole, der i skoleåret 2015-16 havde 88 elever, blev lukket i 2016. Folkeskolen blev erstattet af Thy Privatskole, som har vuggestue, børnehave, 0.-9. klasses skole og SFO samlet i én organisation i en bygning, der rummer en minihal og ligger ved boldbaner og legeplads.[2]
- Foreningen Hillerslev Sport tilbyder gymnastik, fodbold (udendørs og indendørs), badminton og petanque samt familiesvømning i Thy Hallens svømmecenter i Thisted.[3]
- Hillerslev Kultur- og Forsamlingshus kan rumme 200 spisende gæster.
- Hillerslev har en Dagli'Brugs.

## Historie

### Hillerslevhus
Hillerslev har tidligere hørt under Kronen. I et nuværende moseområde ca. 600 m nordøst for kirken ligger Storevold voldsted, en dobbelt motte, der skal have været borgen Hillerslevhus. I Valdemar Sejrs jordebog fra 1231 nævnes Hillerslev blandt de andre kongelev i Jylland. ”Den faste gård” kom siden på forskellige adelsmænds hænder under centralmagtens opløsning. Gården vendte tilbage til kronen, men blev pantsat under dronning Margrete 1.. Den synes at være blevet ødelagt ved ild, måske under et bondeoprør i 1441. Der er fundet rester af pælekonstruktioner, hvoraf noget måske stammer fra en bro, samt forskellige genstande fra middelalderen. Voldstedet blev tidligere også kaldt Margrethevold.

### Hillerslev Herred
Hillerslev var tingsted i Hillerslev Herred, som i middelalderen hørte til Thysyssel og fra 1793 til Thisted Amt.

### Stationsbyen
I 1901 blev Hillerslev beskrevet således: "Store Hillerslev (1250: Hyldæslef, 1406: Hildersløvæ) med Kirke, Præstegd., Skole og Andelsmejeri". På det lave målebordsblad fra 1900-tallet ses desuden et missionshus og et jordemoderhus.
Hillerslev havde station på Thisted-Fjerritslev Jernbane (1904-1969). Stationen blev anlagt ½ km nord for kirkelandsbyen. Fra hovedsporet mod nord udgik et kort stikspor. Fra læsse-/omløbssporet udgik fra 1918 to stikspor mod øst til Hillerslev Kalkværk, det ene ind i bygningen gennem gavlen, det andet langs bygningen.
Stationsbygningen er bevaret på Ballerumvej 222 og er nu kontor for den lokale DLG-detailforretning.

## Erhverv
Hillerslev Kalkværk var oprindelig ejet og drevet af jernbaneselskabet, som i 1942 solgte det til Vestjyllands Mergelforsyning. Værket producerer gødningskalk til landbruget og leverer stadig til maskinstationer langs hele vestkysten. Omkring 1970 havde værket 20 ansatte, men nu klarer én mand hele driften. Tidligere blev kalken tørret i en ovn, men det er olien blevet for dyr til, så nu udvindes kalken kun, når der har været tørvejr i 14 dage.
Maskinfabrikken Hillerslev producerer maskiner og udstyr i rustfrit stål, primært til fødevareindustrien, og har specialiseret sig i komplette automatiske anlæg.

## Kendte bysbørn
- Mathias Steenstrup (1822-1904), forfatter
- Jonas Vingegaard (f. 1996), cykelrytter